# Йотизация
Йотизация — в лингвистике переход в йот (й) или уподобление йоту других, отличных от него звуков, как правило гласных. Йотизация наблюдается как часть языковой эволюции многих языков мира. В некоторых языках она можеть быть вызвана внутренними процессами. Например, таковыми являются развитие юсов в русском и болгарском языках или же консонантизация (йотизация) краткого звука i в латинском языке начиная с эпохи ранней империи. В других языках процессы йотизации обусловлены влияниями иноязычных систем (например, йотизация под славянским влиянием начального латинского е в балкано-романских языках: ел ‘он’ [jel], но исп. el [el]). В современной русской речи логопеды выделяют также дефективную йотизацию гласных звуков у детей и взрослых. В испанском языке выделяется особый частный случай йотизации, получивших название йеизм, при котором звуки, передаваемые на письме буквами ll и y, слились в один звук [j], впоследствии трансформировавшийся в ряде диалектов и вариантов в шипящие аллофоны близкие [джь] или [ʃ]. Аналогичное явление произошло во французском языке в XVII-XIX веках и получило название «йодизация» (yodisation).